# 申巴赫河 (施瓦察赫河支流)
49°50′17″N 10°20′11″E / 49.83806°N 10.33639°E

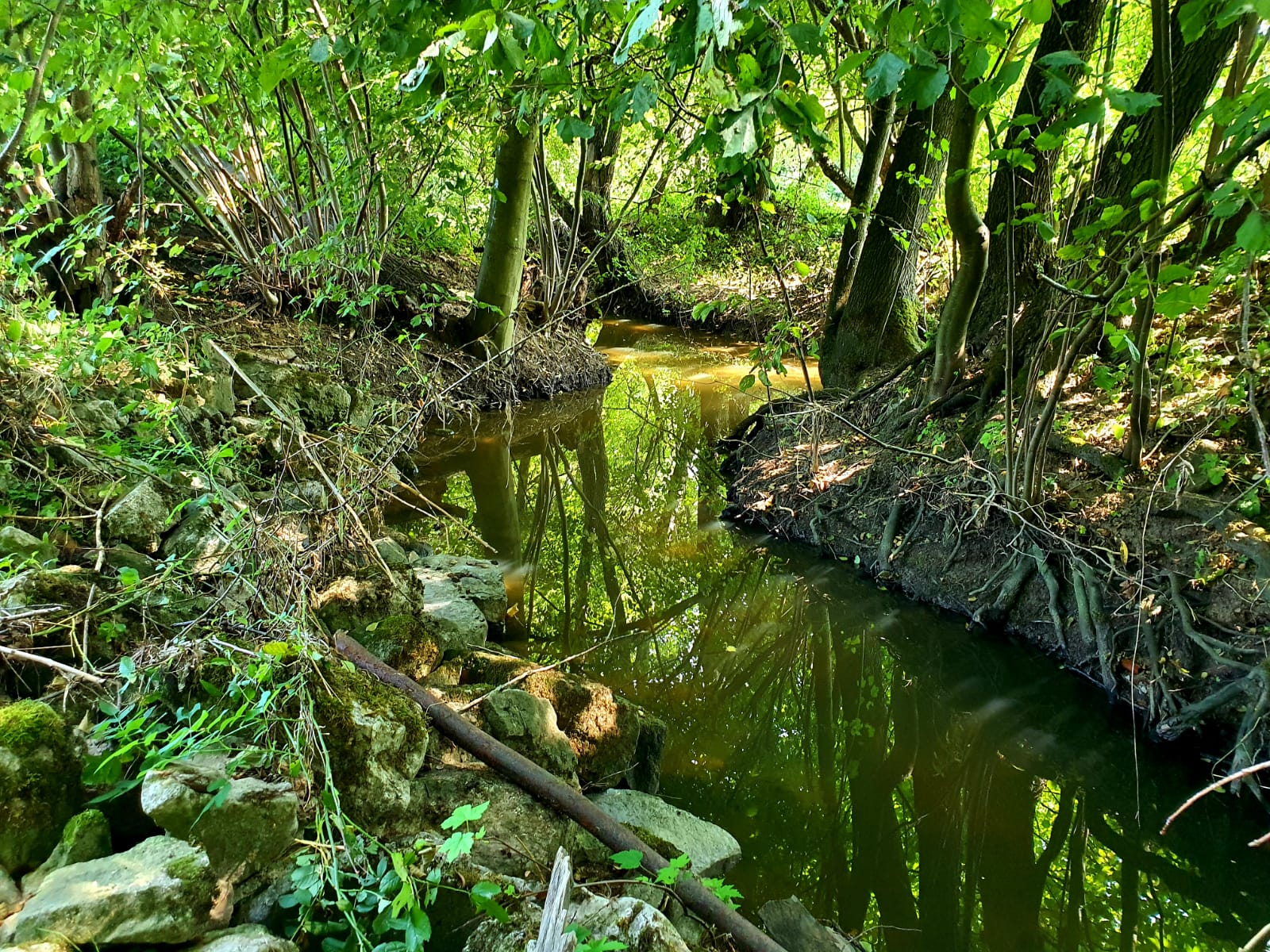
申巴赫河

申巴赫河是德國的河流，位於該國東南部，由巴伐利亞負責管轄，屬於施瓦察赫河的左支流，河道全長8.5公里，流域面積16.4平方公里，流經基青根縣。